# 金鎮區 (愛荷華州溫納貝戈縣)
金鎮區（英語：King Township）是位於美國愛荷華州溫納貝戈縣的一個行政鎮區。

## 地方資料
根據2010年美國人口普查的數據，金鎮區的面積為93.11平方千米，當中陸地面積為93.08平方千米，而水域面積為0.03平方千米。當地共有人口652人，而人口密度為每平方千米7人。